# Amarillo Challenger 2000
L'Amarillo Challenger 2000 è stato un torneo di tennis facente parte della categoria ATP Challenger Series nell'ambito dell'ATP Challenger Series 2000. Il torneo si è giocato ad Amarillo negli Stati Uniti dal 31 gennaio al 6 febbraio 2000 su campi indoor in cemento e aveva un montepremi di $37,500.

## Vincitori

### Singolare
Michael Russell ha battuto in finale  Stefano Pescosolido con il punteggio di 7–5, 6–2

### Doppio
Brian MacPhie /  Michael Hill hanno battuto in finale  Brandon Coupe /  Michael Sell con il punteggio di 7–5 6–2